# 水・陸・そら、無限大
「水・陸・そら、無限大」（すい・りく・そら・むげんだい）は、2000年7月5日にビクターエンタテインメントから発売された19の5枚目のシングル。

## 背景・音楽性
2000年シドニーオリンピックのために書き下ろした楽曲であり、日本オリンピック委員会（JOC）とのタイアップによる日本代表選手団公式応援ソングになっている。それまでも、音楽業界でのJOCとの公式タイアップはあったが、『日本代表選手団公式応援ソング』と銘打たれたのは、本作が初となった。制作にあたり、歌詞のアイデアを一般から募集しており、約7200通の応募作品を参考にし完成した。
最初の候補曲は自身が気に入っていたC/W収録「やさしい激動」だったが、「水・陸・そら、無限大」の歌詞の内容がオリンピック選手を送り出す応援歌としてよりふさわしいと意見があり決定した。「やさしい激動」は生音を多用した楽曲で、自身はそのことにとても感動していたため「やさしい激動」が採用されなかったことに最初は納得がいかなかった。「やさしい激動」は好みが異なるメンバーが同じように「大好きな曲」という珍しい楽曲。

## 収録曲
全作詞・作曲:19
1. 水・陸・そら、無限大
2. やさしい激動
3. 水・陸・そら、無限大(Music Track)

## 楽曲の収録アルバム
- up to you (#1)
- 19 BEST●青 (#1,2)
- 19 〜すべての人へ (#1)